# Danh sách huy chương Thế vận hội trong taekwondo
Taekwondo là môn thể thao Olympic nằm trong chương trình Thế vận hội Mùa hè. Nó được giới thiệu vào Thế vận hội Mùa hè 1988 và 1992 như một môn thể thao biểu diễn, và xuất hiện lần đầu như là môn thể thao được trao huy chương tại Thế vận hội Mùa hè 2000 tại Sydney, Úc. Cả hai nội dung nam và nữ cạnh tranh trong bốn sự kiện sẽ được xác định theo phân chia các hạng cân: hạng ruồi, hạng lông, hạng trung và hạng nặng. Theo truyền thống, các cuộc thi đấu taekwondo gồm có tám hạng cân cho mỗi giới tính, nhưng taekwondo Olympic chỉ có bốn do Ủy ban Olympic Quốc tế (IOC) hạn chế tổng số thí sinh của taekwondo là 128.
Các cuộc thi đấu được tiến hành với các quy tắc phù hợp được Liên đoàn Taekwondo thế giới (WTF) lập ra. Thể thức thi đấu taekwondo là một giải đấu loại trực tiếp để xác định người giành huy chương vàng và bạc, và một vòng đấu vớt được sử dụng để xác định huy chương đồng. Tại Thế vận hội Mùa hè 2000 và 2004, một trận chung kết vòng đấu vớt đơn được xác định người duy nhất giành huy chương đồng, nhưng sự thay đổi quy tắc vào năm 2008 đã tạo ra hai trận chung kết vòng đấu vớt cho phép cho huy chương đồng được chia sẻ giữa hai đối thủ cạnh tranh.
Hadi Saei người Iran (2 huy chương vàng, 1 huy chương đồng), Steven López người Mỹ (2 huy chương vàng, 1 huy chương đồng), và Hwang Kyung-Seon người Hàn Quốc (2 huy chương vàng, 1 huy chương đồng) chia sẻ ngôi vị người giành nhiều huy chương nhất trong taekwondo với ba huy chương. Nhờ việc bảo vệ chức vô địch tại Thế vận hội Luân Đôn 2012, Hwang Kyung-Seon trở thành người phụ nữ đầu tiên đoạt ba huy chương taekwondo Olympic. Hadi Saei và Steven López, cùng với Hoàng Chí Hùng của Trung Hoa Đài Bắc, là ba vận động viên duy nhất từng giành được huy chương tại nhiều hạng cân. Kỷ Thục Như người Đài Loan là vận động viên trẻ tuổi nhất giành được một huy chương (17 tuổi, 10 tháng, 1 ngày) và Hadi Saei là già nhất (32 năm, 2 tháng, 13 ngày). Rohullah Nikpai của Afghanistan trở thành trở thành người đầu tiên giành huy chương cho đất nước mình tại Thế vận hội với huy chương đồng năm 2008. Hàn Quốc là quốc gia thành công nhất trong taekwondo với 14 huy chương (10 huy chương vàng, 2 huy chương bạc, 2 huy chương đồng). Trung Hoa Đài Bắc là quốc gia thành công thứ hai với 7 huy chương (2 huy chương vàng, 1 huy chương bạc, 4 huy chương đồng). Tổng cộng có 32 huy chương vàng, 32 huy chương bạc và 48 huy chương đồng đã được trao tặng kể từ năm 2000 và đã được trao cho các vận động viên từ 33 Ủy ban Olympic quốc gia (NOC).
| Mục lục                         | Mục lục                                                                              |
| ------------------------------- | ------------------------------------------------------------------------------------ |
| Nam                             | Hạng ruồi (58 kg) • Hạng lông (68 kg) • Hạng trung (80 kg) • Hạng siêu nặng (+80 kg) |
| Nữ                              | Hạng ruồi (49 kg) • Hạng lông (57 kg) • Hạng trung (67 kg) • Hạng siêu nặng (+67 kg) |
| Các thống kê Xem thêm Tham khảo |                                                                                      |

## Nam

### Hạng ruồi (58 kg)
| Đại hội             | Vàng                              | Bạc                                  | Đồng                                                              |
| ------------------- | --------------------------------- | ------------------------------------ | ----------------------------------------------------------------- |
| Sydney 2000         | Michail Mouroutsos · Hy Lạp       | Gabriel Esparza · Tây Ban Nha        | Hoàng Chí Hùng · Đài Bắc Trung Hoa                                |
| Athens 2004         | Châu Mộc Viêm · Đài Bắc Trung Hoa | Óscar Salazar · México               | Tamer Bayoumi · Ai Cập                                            |
| Bắc Kinh 2008       | Guillermo Pérez · México          | Gabriel Mercedes · Cộng hòa Dominica | Rohullah Nikpai · Afghanistan · Châu Mộc Viêm · Đài Bắc Trung Hoa |
| Luân Đôn 2012       | Joel González · Tây Ban Nha       | Lee Dae-Hoon · Hàn Quốc              | Óscar Muñoz · Colombia · Aleksey Denisenko · Nga                  |
| Rio de Janeiro 2016 | Triệu Soái · Trung Quốc           | Tawin Hanprab · Thái Lan             | Luisito Pie · Cộng hòa Dominica · Kim Tae-hun · Hàn Quốc          |

### Hạng lông (68 kg)
| Đại hội             | Vàng                        | Bạc                                | Đồng                                                           |
| ------------------- | --------------------------- | ---------------------------------- | -------------------------------------------------------------- |
| Sydney 2000         | Steven López · Hoa Kỳ       | Sin Joon-Sik · Hàn Quốc            | Hadi Saei · Iran                                               |
| Athens 2004         | Hadi Saei · Iran            | Hoàng Chí Hùng · Đài Bắc Trung Hoa | Song Myeong-Seob · Hàn Quốc                                    |
| Bắc Kinh 2008       | Son Tae-Jin · Hàn Quốc      | Mark López · Hoa Kỳ                | Servet Tazegül · Thổ Nhĩ Kỳ · Tống Ngọc Kỳ · Đài Bắc Trung Hoa |
| Luân Đôn 2012       | Servet Tazegül · Thổ Nhĩ Kỳ | Mohammad Bagheri Motamed · Iran    | Terrence Jennings · Hoa Kỳ · Rohullah Nikpai · Afghanistan     |
| Rio de Janeiro 2016 | Ahmad Abughaush · Jordan    | Alexey Denisenko · Nga             | Lee Dae-hoon · Hàn Quốc · Joel González · Tây Ban Nha          |

### Hạng trung (80 kg)
| Đại hội             | Vàng                              | Bạc                          | Đồng                                                  |
| ------------------- | --------------------------------- | ---------------------------- | ----------------------------------------------------- |
| Sydney 2000         | Ángel Matos · Cuba                | Faissal Ebnoutalib · Đức     | Víctor Estrada · México                               |
| Athens 2004         | Steven López · Hoa Kỳ             | Bahri Tanrıkulu · Thổ Nhĩ Kỳ | Yousef Karami · Iran                                  |
| Bắc Kinh 2008       | Hadi Saei · Iran                  | Mauro Sarmiento · Ý          | Châu Quốc · Trung Quốc · Steven López · Hoa Kỳ        |
| Luân Đôn 2012       | Sebastián Crismanich · Argentina  | Nicolás García · Tây Ban Nha | Lutalo Muhammad · Anh Quốc · Mauro Sarmiento · Ý      |
| Rio de Janeiro 2016 | Cheick Sallah Cissé · Bờ Biển Ngà | Lutalo Muhammad · Anh Quốc   | Milad Beigi · Azerbaijan · Oussama Oueslati · Tunisia |

### Hạng siêu nặng (+80 kg)
| Đại hội             | Vàng                      | Bạc                            | Đồng                                                        |
| ------------------- | ------------------------- | ------------------------------ | ----------------------------------------------------------- |
| Sydney 2000         | Kim Kyong-Hun · Hàn Quốc  | Daniel Trenton · Úc            | Pascal Gentil · Pháp                                        |
| Athens 2004         | Moon Dae-Sung · Hàn Quốc  | Alexandros Nikolaidis · Hy Lạp | Pascal Gentil · Pháp                                        |
| Bắc Kinh 2008       | Cha Dong-Min · Hàn Quốc   | Alexandros Nikolaidis · Hy Lạp | Chika Chukwumerije · Nigeria · Arman Chilmanov · Kazakhstan |
| Luân Đôn 2012       | Carlo Molfetta · Ý        | Anthony Obame · Gabon          | Robelis Despaigne · Cuba · Lưu Hao Ba · Trung Quốc          |
| Rio de Janeiro 2016 | Radik Isayev · Azerbaijan | Abdoul Issoufou · Niger        | Maicon Siqueira · Brasil · Cha Dong-min · Hàn Quốc          |

## Nữ

### Hạng ruồi (49 kg)
| Đại hội             | Vàng                             | Bạc                          | Đồng                                                               |
| ------------------- | -------------------------------- | ---------------------------- | ------------------------------------------------------------------ |
| Sydney 2000         | Lauren Burns · Úc                | Urbia Melendez · Cuba        | Kỷ Thục Như · Đài Bắc Trung Hoa                                    |
| Athens 2004         | Trần Thi Hân · Đài Bắc Trung Hoa | Yanelis Labrada · Cuba       | Yaowapa Boorapolchai · Thái Lan                                    |
| Bắc Kinh 2008       | Ngô Tịnh Ngọc · Trung Quốc       | Buttree Puedpong · Thái Lan  | Daynellis Montejo · Cuba · Dalia Contreras · Venezuela             |
| Luân Đôn 2012       | Ngô Tịnh Ngọc · Trung Quốc       | Brigitte Yagüe · Tây Ban Nha | Chanatip Sonkham · Thái Lan · Lucija Zaninović · Croatia           |
| Rio de Janeiro 2016 | Kim So-hui · Hàn Quốc            | Tijana Bogdanović · Serbia   | Patimat Abakarova · Azerbaijan · Panipak Wongpattanakit · Thái Lan |

### Hạng lông (57 kg)
| Đại hội             | Vàng                    | Bạc                          | Đồng                                                        |
| ------------------- | ----------------------- | ---------------------------- | ----------------------------------------------------------- |
| Sydney 2000         | Jung Jae-Eun · Hàn Quốc | Tran Hieu Ngan · Việt Nam    | Hamide Bıkçın Tosun · Thổ Nhĩ Kỳ                            |
| Athens 2004         | Jang Ji-won · Hàn Quốc  | Nia Abdallah · Hoa Kỳ        | Iridia Salazar · México                                     |
| Bắc Kinh 2008       | Lim Su-Jeong · Hàn Quốc | Azize Tanrıkulu · Thổ Nhĩ Kỳ | Diana López · Hoa Kỳ · Martina Zubčić · Croatia             |
| Luân Đôn 2012       | Jade Jones · Anh Quốc   | Hầu Ngọc Trác · Trung Quốc   | Marlène Harnois · Pháp · Tằng Lịch Sính · Đài Bắc Trung Hoa |
| Rio de Janeiro 2016 | Jade Jones · Anh Quốc   | Eva Calvo · Tây Ban Nha      | Kimia Alizadeh · Iran · Hedaya Malak · Ai Cập               |

### Hạng trung (67 kg)
| Đại hội             | Vàng                        | Bạc                          | Đồng                                               |
| ------------------- | --------------------------- | ---------------------------- | -------------------------------------------------- |
| Sydney 2000         | Lee Sun-hee · Hàn Quốc      | Trude Gundersen · Na Uy      | Okamoto Yoriko · Nhật Bản                          |
| Athens 2004         | La Vy · Trung Quốc          | Elisavet Mystakidou · Hy Lạp | Hwang Kyung-Seon · Hàn Quốc                        |
| Bắc Kinh 2008       | Hwang Kyung-Seon · Hàn Quốc | Karine Sergerie · Canada     | Gwladys Épangue · Pháp · Sandra Šarić · Croatia    |
| Luân Đôn 2012       | Hwang Kyung-Seon · Hàn Quốc | Nur Tatar · Thổ Nhĩ Kỳ       | Paige McPherson · Hoa Kỳ · Helena Fromm · Đức      |
| Rio de Janeiro 2016 | Oh Hye-ri · Hàn Quốc        | Haby Niaré · Pháp            | Ruth Gbagbi · Bờ Biển Ngà · Nur Tatar · Thổ Nhĩ Kỳ |

### Hạng siêu nặng (+67 kg)
| Đại hội             | Vàng                     | Bạc                         | Đồng                                                    |
| ------------------- | ------------------------ | --------------------------- | ------------------------------------------------------- |
| Sydney 2000         | Trần Trung · Trung Quốc  | Natalia Ivanova · Nga       | Dominique Bosshart · Canada                             |
| Athens 2004         | Trần Trung · Trung Quốc  | Myriam Baverel · Pháp       | Adriana Carmona · Venezuela                             |
| Bắc Kinh 2008       | María Espinoza · México  | Nina Solheim · Na Uy        | Sarah Stevenson · Anh Quốc · Natália Falavigna · Brasil |
| Luân Đôn 2012       | Milica Mandić · Serbia   | Anne-Caroline Graffe · Pháp | Anastasia Baryshnikova · Nga · María Espinoza · México  |
| Rio de Janeiro 2016 | Trịnh Xu Âm · Trung Quốc | María Espinoza · México     | Bianca Walkden · Anh Quốc · Jackie Galloway · Hoa Kỳ    |

## Các thống kê

### Nhà lãnh đạo vận động viên huy chương
Các vận động viên giành được ít nhất hai huy chương được liệt kê dưới đây.
| Vận động viên         | Quốc gia | Giới tính | Kỳ Thế vận hội[a] | Vàng | Bạc | Đồng | T.cộng |
| --------------------- | --- | --------- | ----------------- | ---- | --- | ---- | ------ |
| Hadi Saei             | Iran (IRI) | Nam       | 2000–2008         | 2    | 0   | 1    | 3      |
| Hwang Kyung-seon      | Hàn Quốc (KOR) | Nữ        | 2004–2012         | 2    | 0   | 1    | 3      |
| Steven López          | [[Tập tin:Lỗi Lua trong Mô_đun:Country_alias tại dòng 198: Biến thể quốc gia không hợp lệ: Hoa Kỳ.\|22x20px\|border\|alt=\|link=\|Lỗi Lua trong Mô_đun:Country_alias tại dòng 198: Biến thể quốc gia không hợp lệ: Hoa Kỳ.]] [[Lỗi Lua trong Mô_đun:Country_alias tại dòng 198: Biến thể quốc gia không hợp lệ: Hoa Kỳ. tại Thế vận hội \|Lỗi Lua trong Mô_đun:Country_alias tại dòng 198: Biến thể quốc gia không hợp lệ: Hoa Kỳ.]] (Hoa Kỳ) | Nam       | 2000–2008         | 2    | 0   | 1    | 3      |
| Chen Zhong            | Trung Quốc (CHN) | Nữ        | 2000–2004         | 2    | 0   | 0    | 2      |
| Wu Jingyu             | Trung Quốc (CHN) | Nữ        | 2008–2012         | 2    | 0   | 0    | 2      |
| María Espinoza        | México (MEX) | Nữ        | 2008–2012         | 1    | 0   | 1    | 2      |
| Chu Mu-yen            | Đài Bắc Trung Hoa (TPE) | Nam       | 2004–2008         | 1    | 0   | 1    | 2      |
| Servet Tazegül        | Thổ Nhĩ Kỳ (TUR) | Nam       | 2008–2012         | 1    | 0   | 1    | 2      |
| Alexandros Nikolaidis | Hy Lạp (GRE) | Nam       | 2004–2008         | 0    | 2   | 0    | 2      |
| Huang Chih-hsiung     | Đài Bắc Trung Hoa (TPE) | Nam       | 2000–2004         | 0    | 1   | 1    | 2      |
| Mauro Sarmiento       | Ý (ITA) | Nam       | 2008–2012         | 0    | 1   | 1    | 2      |
| Pascal Gentil         | Pháp (FRA) | Nam       | 2000–2004         | 0    | 0   | 2    | 2      |
| Rohullah Nikpai       | Afghanistan (AFG) | Nam       | 2008–2012         | 0    | 0   | 2    | 2      |

a  Những năm chỉ ra Thế vận hội mà tại đó các huy chương đã giành chiến thắng.

### Mỗi năm các huy chương
| × | NOC đã không tồn tại | # | Số huy chương giành chiến thắng của NOC | – | NOC đã không giành được bất cứ huy chương nào |

| Quốc gia                | 1896–1996 | 00 | 04 | 08 | 12 | T.cộng |
| ----------------------- | --------- | -- | -- | -- | -- | ------ |
| Afghanistan (AFG)       |           | –  | –  | 1  | 1  | 2      |
| Argentina (ARG)         |           | –  | –  | -  | 1  | 1      |
| Úc (AUS)                |           | 2  | –  | –  | -  | 2      |
| Brasil (BRA)            |           | –  | –  | 1  | -  | 2      |
| Canada (CAN)            |           | 1  | –  | 1  | -  | 2      |
| Trung Quốc (CHN)        |           | 1  | 2  | 2  | 3  | 8      |
| Đài Bắc Trung Hoa (TPE) |           | 2  | 3  | 2  | 1  | 8      |
| Croatia (CRO)           |           | –  | –  | 2  | 1  | 3      |
| Colombia (COL)          |           | –  | –  | -  | 1  | 1      |
| Cuba (CUB)              |           | 2  | 1  | 1  | 1  | 5      |
| Cộng hòa Dominica (DOM) |           | –  | –  | 1  | –  | 1      |
| Ai Cập (EGY)            |           | –  | 1  | –  | –  | 1      |
| Pháp (FRA)              |           | 1  | 2  | 1  | 2  | 6      |
| Gabon (GAB)             |           | -  | –  | –  | 1  | 1      |
| Đức (GER)               |           | 1  | –  | –  | 1  | 2      |
| Anh Quốc (GBR)          |           | –  | –  | 1  | 2  | 3      |
| Hy Lạp (GRE)            |           | 1  | 2  | 1  | –  | 4      |
| Iran (IRI)              |           | 1  | 2  | 1  | 1  | 5      |
| Ý (ITA)                 |           | –  | –  | 1  | 2  | 3      |
| Nhật Bản (JPN)          |           | 1  | –  | –  | –  | 1      |
| Kazakhstan (KAZ)        |           | –  | –  | 1  | –  | 1      |
| México (MEX)            |           | 1  | 2  | 2  | 1  | 6      |
| Nigeria (NGR)           |           | –  | –  | 1  | –  | 1      |
| Na Uy (NOR)             |           | 1  | –  | 1  | –  | 2      |
| Nga (RUS)               |           | 1  | –  | –  | 2  | 3      |
| Serbia (SRB)            |           | -  | -  | -  | 1  | 1      |
| Hàn Quốc (KOR)          |           | 4  | 4  | 4  | 2  | 14     |
| Tây Ban Nha (ESP)       |           | 1  | –  | –  | 3  | 4      |
| Thái Lan (THA)          |           | –  | 1  | 1  | 1  | 3      |
| Thổ Nhĩ Kỳ (TUR)        |           | –  | 2  | 2  | 2  | 6      |
| Hoa Kỳ (USA)            |           | 1  | 2  | 3  | 2  | 8      |
| Venezuela (VEN)         |           | –  | 1  | 1  | –  | 2      |
| Việt Nam (VIE)          |           | 1  | –  | –  | –  | 1      |